# Chocowinity
Chocowinity és una població dels Estats Units a l'estat de Carolina del Nord. Segons el cens del 2008 tenia 720 habitants.

## Demografia
Segons el cens del 2000, Chocowinity tenia 733 habitants, 302 habitatges i 202 famílies. La densitat de població era de 283 habitants per km².
Dels 302 habitatges en un 25,8% hi vivien nens de menys de 18 anys, en un 50% hi vivien parelles casades, en un 13,6% dones solteres, i en un 32,8% no eren unitats familiars. En el 28,8% dels habitatges hi vivien persones soles l'11,3% de les quals corresponia a persones de 65 anys o més que vivien soles. El nombre mitjà de persones vivint en cada habitatge era de 2,41 i el nombre mitjà de persones que vivien en cada família era de 2,94.
Per edats la població es repartia de la següent manera: un 23,5% tenia menys de 18 anys, un 10% entre 18 i 24, un 25,2% entre 25 i 44, un 25,2% de 45 a 60 i un 16,1% 65 anys o més.
L'edat mediana era de 39 anys. Per cada 100 dones de 18 o més anys hi havia 85,1 homes.
La renda mediana per habitatge era de 29.712 $ i la renda mediana per família de 31.875 $. Els homes tenien una renda mediana de 23.750 $ mentre que les dones 18.516 $. La renda per capita de la població era d'11.747 $. Entorn del 14,6% de les famílies i el 21,3% de la població estaven per davall del llindar de pobresa.

## Poblacions més properes
El següent diagrama mostra les poblacions més properes.